# 通靈學園大作戰
《被狙击的学园》是科幻小说作家眉村卓于1973年发表的作品。分别于1977、1982、1987和1997年四次改编为同名电视剧，亦于1981年和1997年两度改编为同名电影。2012年由导演中村亮介操刀，日升动画制作成同名动画电影。
台灣的正式譯名為《通靈學園大作戰 Psychic School Wars》，並且在10月19日與23日兩天於「2013高雄電影節」活動期間上映。

## 概要
原田知世主演的第二部作品。
在第1集、第2集超能力的场景中，看到孩子们被飞走的样子后，在说“啊，好像○○一样（○○是在劇中登场的角色名）”的台词之后，当时富士电视台系列播放的《オレたちひょうきん族》、《Dr.スランプ アラレちゃん》、《福星小子》的節目宣传被夾在中间。
在第5集（伊藤和典剧本）中，有原作和之前的影像化中没有具体描写的未来世界的描写。

## 演員
- 楠本和美：原田知世
- 关耕儿：高柳良一
- 柳澤一平：柳澤慎吾
- 石原雄太：堀広道
- 西澤響子：麻生えりか
- 島津かなめ：津島要
- 青木悅子：森尾由美
- 谷平めぐみ：津田ゆかり
- リエ：斉藤理恵
- よし江：古賀理沙
- 藤竜子：蔦木恵美子
- 体育老師三浦：轟二郎
- 山形老師：長谷三治
- 中尾老師：山口奈奈
- 教務主任：北川米彥
- 關大輔：石井愃一
- 高見沢みちる：伊藤和枝
- 京極少年：本田恭章
- 主持人：古川登志夫
- 則卷阿拉蕾的聲音：小山茉美
- 旁白（第2集-）：川島千代子

## 工作人员
- 演出：牛窪正弘、小野原和宏、河毛俊作
- 原作：眉村卓
- 劇本：岡部俊夫、伊藤和典、今井詔二
- 企劃：角川春樹、岡正
- 導演：南條武史
- 音樂：風戸慎介
- 主題曲：原田知世 「ときめきのアクシデント」（作詞：來生悅子　作曲：來生孝夫　編曲：星勝）
- 合作：ミズノ、旭蝶繊維
- 技術合作：東通、ウェルアップ
- 編輯：IMAGICA 東洋現像所ビデオセンター
- 美術合作：東映美術センター
- 攝影棚：東映東京撮影所 東映大泉ビデオスタジオ
- 制作著作：フジテレビ

## 副标题
| 集數 | 播出日期 （1982年） | 副标题                     | 劇本     | 演出                         |
| ---- | ------------------- | -------------------------- | -------- | ---------------------------- |
| 1    | 10月11日            | （未知副标题）             | 岡部俊夫 | 牛窪正弘                     |
| 2    | 10月25日            | 敌人是超能力少女           | 岡部俊夫 | 牛窪正弘                     |
| 3    | 11月1日             | 必杀超能力比赛             | 岡部俊夫 | 牛窪正弘                     |
| 4    | 11月8日             | 超能力危机一发             | 岡部俊夫 | 牛窪正弘                     |
| 5    | 11月15日            | 超能力大爆发！             | 伊藤和典 | 河毛俊作                     |
| 6    | 11月22日            | 成功！超能力开发作战       | 今井詔二 | 河毛俊作                     |
| 7    | 11月29日            | 和美夺取大作战             | 伊藤和典 | 小野原和宏                   |
| 8    | 12月6日             | 舍身的敌地袭击             | 岡部俊夫 | 小野原和宏                   |
| 9    | 12月13日            | 超能力炎之矢               | 今井詔二 | 牛窪正弘                     |
| 10   | 12月20日            | 再见，时光啊，天空啊       | 岡部俊夫 | 牛窪正弘                     |
| 11   | 12月27日            | 超能力也吃惊！最后的NG特集 | 岡部俊夫 | 小野原和宏 河毛俊作 牛窪正弘 |

- 10月18日因为「野球道（职业棒球转播）」「横浜DeNAベイスターズ」×「中日ドラゴンズ」（横滨体育场）而暂停[4]。